# کیم کیونگ-ووک
کیم کیونگ-ووک (انگلیسی: Kim Kyung-wook؛ زادهٔ ۱۸ آوریل ۱۹۷۰) کماندار اهل کره جنوبی است.
وی در مسابقات کشوری و بین‌المللی در مجموع برندهٔ ۲ مدال طلا شده‌است.